# Thora Pihl
Thora Lilly Pihl, född Löfgren den 20 augusti 1929, död den 9 augusti 2021 i Örgryte församling, var en svensk landslagsspelare i handboll.
Hon är gravsatt i askgravlunden på Östra kyrkogården i Göteborg.

## Klubbkarriär
Förutom att spela handboll åkte Thora Pihl konståkning under 1940-talet. Thora Pihl spelade under hela sin elitkarriär för Kvinnliga IK Sport i Göteborg och vann med klubben flera SM-guld inomhus och utomhus.

## Landslagskarriär
Enligt den gamla statistiken spelade Thora Pihl 29 landskamper för Sverige åren 1946 till 1958 medan den nya statistiken bara tar upp 9 matcher inomhus. Det är troligt att hon spelade 9 inomhuslandskamper med 5 gjorda mål. Enligt Boken om handboll var hon 1953 den spelare som spelat flest landskamper, 16 stycken landskamper 1953.Troligtvis spelade hon 20 landskamper utomhus. Hon spelade Sveriges första damlandskamp mot Norge 1946 18 är gammal. Hon blev mottagare av Stora grabbars och tjejers märke.

## Utmärkelser
Thora Pihl blev invald i Göteborgs Hall of Fame 2008.